# Philoponella fasciata
Philoponella fasciata es una especie de araña araneomorfa del género Philoponella, familia Uloboridae. Fue descrita científicamente por Mello-Leitao en 1917.
Habita en Brasil, Paraguay y Argentina.